# Lissonota absenta
Lissonota absenta là một loài tò vò trong họ Ichneumonidae.